# Слінгерз
Футбольний клуб «Слінгерз» (англ. Slingerz Football Club) — професійний гаянський футбольний клуб із міста Вред-ен-Хоп, центру регіону Острови Есекібо-Західна Демерара. З 2015 року клуб грає в Еліт Лізі Гаяни, найвищому дивізіоні гаянського футболу. «Слінгерз» проводить домашні матчі на синтетичному легкоатлетичному стадіоні у Вред-ен-Хопі місткістю 3 тисячі глядачів. Клуб у 2015 році виграв найвищий дивізіон Гаяни, і в цьому ж році став володарем Гаяна Мейджор Кап.

## Титули і досягнення
- Чемпіон Гаяни (1): 2015—2016
- Володар Гаяна Мейджор Кап (1): 2015